# 備前福田駅
備前福田駅（びぜんふくだえき）は岡山県赤磐郡吉井町（現・赤磐市）福田にあった同和鉱業片上鉄道線の駅（廃駅）である。

## 歴史
- 1931年（昭和6年）2月1日：開業。
  - 当時の所在地表示は岡山県赤磐郡周匝村福田であった。
- 1954年（昭和29年）3月1日：吉井町成立に伴い、所在地表示が岡山県赤磐郡吉井町福田になる。
- 1984年（昭和59年）4月1日：無人駅化。
- 1991年（平成3年）7月1日：鉄道路線廃止に伴い廃駅。

## 駅構造
1面1線の地上駅で、備前塩田駅と同様の赤い三角屋根の駅舎をもつ。かつては交換可能駅でもあった。

## 廃止後

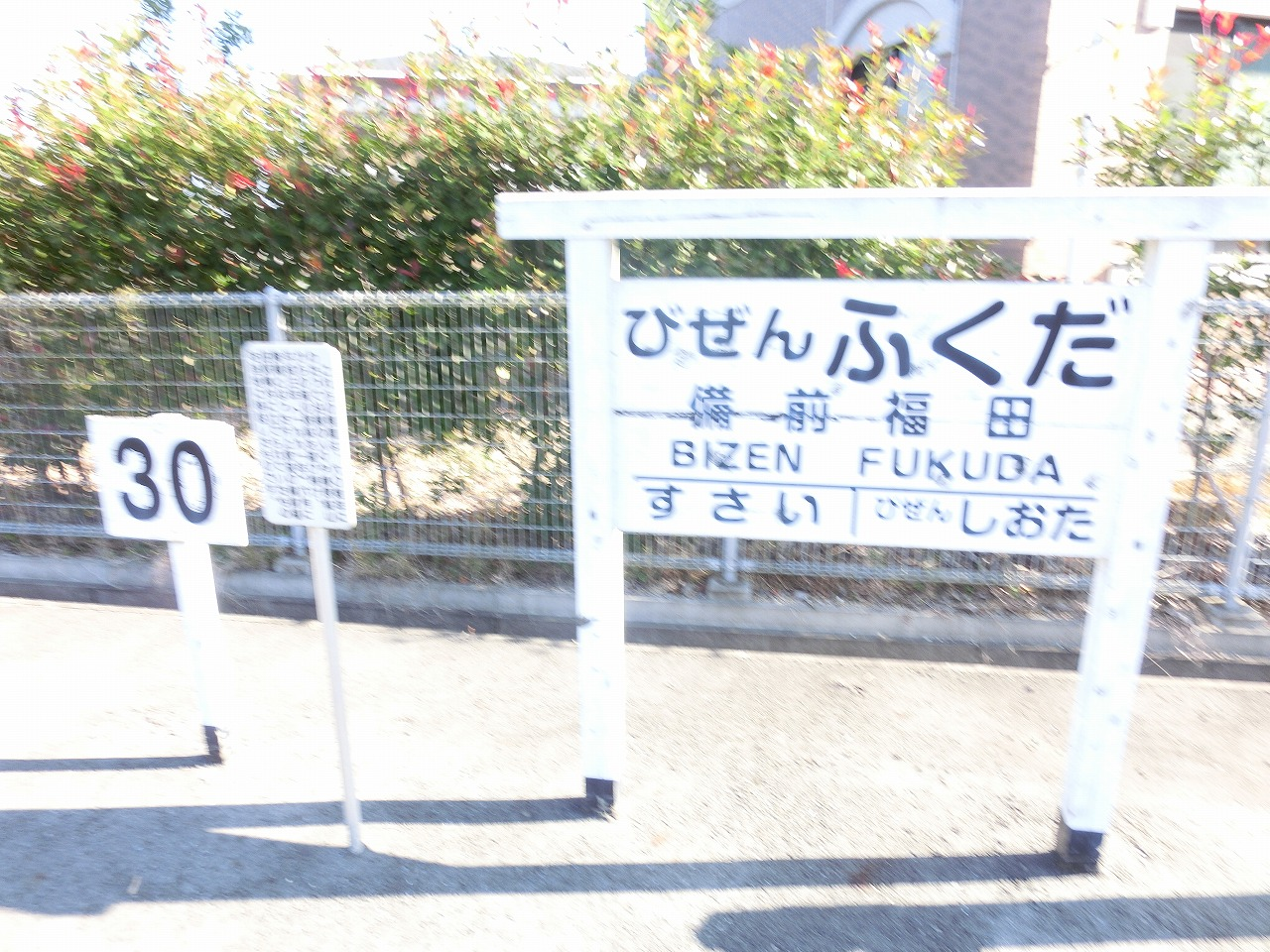
吉井浄化センター前に設置された駅名標と構内にあった制限標識

廃線後、駅舎は解体されホームは駐車場として再利用されていた。その後、廃線跡を利用した農道の開通に伴い全撤去され現場には何も残されていない。ただし駅名標および構内標識のみ駅跡より2 km南側の赤磐市稲蒔の吉井浄化センター前（国道374号沿い）に往事の遺構として移転設置されている。

## 隣の駅
同和鉱業
片上鉄道線
備前塩田駅 - 備前福田駅 - 周匝駅